# Symitha indicatana
Symitha indicatana är en fjärilsart som beskrevs av Walker 1863. Symitha indicatana ingår i släktet Symitha och familjen trågspinnare. Inga underarter finns listade i Catalogue of Life.